# Дубиномер
Дубиномер (енгл. the hand lead, echo sounder) је справа за мерење дубине мора. Разликују се дубиномери за навигацију и дубиномери за океанографију, који се називају и батометри. 

## Технике
Навигацијски дубиномери се могу поделити у три главне групе:
- дубиномери који мере дубину дужином мотке, истеклог канапа или жице (ручни дубиномери)
- дубиномери који мере дубину на основу хидростатског притиска
- дубиномери који мере дубину звуком, односно ултразвуком[1]

### Ручни дубиномери
Данашњи ручни дубиномери имају удицу која је исплетена од кудеље, тако да се не увија и дуга је до 60 метара. Тег је од олова, има чуњаст облик и тежак је око 3kg. Узица се дели комадићима коже, који се провуку кроз конопац.

### Мерење дубине на основу хидростатског притиска
Ову технику користи Варлузелов дубиномер који ради на принципу Бојл-Мариотовог закона.

### Мерење дубине звуком
Принцип мерења морске дубине звуком састоји се у томе да се експлозијом бомбе, ударом маља или вибрацијама мембране произведе на површини мора низ звучних таласа. Ти таласи се концентрично распростиру на све стране око извора звука. Шире се и према дну, дођу до дна, и као таласи еха враћају се на површину. Из познате брзине ширења звука у води и мерења времена које је протекло док је звук превалио пут од површине до дна, и ехо од дна до површине, може се израчунати дубина мора. 

## Историја
Ручни дубиномери су се употребљавали вероватно већ од почетка пловидбе. Састојали су се из канапа и камена. Јединица за мерење био је хват. Већ на сликама египатских и феничанских бродова види се особа која мери дубину дугом дрвеном мотком. 
Прва потврда да се мерила дубина већа од бродског газа налази се у другој књизи Херодотове историје. Друга потврда о мерењу дубине близу обале налази се у опису путовања светог Павла. 
Почетком нове ере почео је за веће дубине да се употребљава посебан конопац, на коме су хватови били означени чворовима. 
Океанске дубине почеле су се мерити релативно касно. Прва белешка о томе налази се у Колумбовом дневнику. Навео је да је све канапе које је имао на броду и тег спустио 300m дубоко. Пошто није досегао дно, закључио је да је то најдубље место на земаљској кугли. 
У 16.в. многи поморци спомињу дубиномер, али га нико не описује. Најстарији опис дубиномера написан је у 17. веку.
Већ од 16.в. многи изумитељи су покушавали да нађу начин да измере дубину мора без канапа. Занимљив је дубиномер који је изградио напуљски бродоградитељ Лео Батиста Алберти.
1807. Араго предлаже да се ширење звучних таласа у води искористи за мерење великих дубина. Од тада почиње развој дубиномера који користе звук, који се данас највише користе.